# Тутева къща
 Тази статия е за българския революционер.  За дипломата вижте Иван Тутев.  
Тутевата къща е възрожденска къща в Панагюрище, паметник на културата. Собственикът ѝ Иван Дойчев Тутев  е местен занаятчия, търговец и революционер, участник в Априлското въстание. Неговата къща е последната квартира на Георги Бенковски в града. След пристигането на куриера с Кървавото писмо, че Копривщица е въстанала, ръководителите начело с Бенковски и Панайот Волов решават да вдигнат Априлското въстание. От къщата излизат 4-ма апостоли: Бенковски, Волов, Захари Стоянов и Георги Икономов.
Първоначалната постройка представлява талпено жилище от XVII в., което след кърджалийските нашествия от края на XVIII и началото на XIX в. е опожарено. След това е възстановен и разширен приземният етаж, а през 1873-1874 г. къщата е построена във вида, запазен и до днес. Изографисана епрез 1857 от Иван Марков Гълъбов. През 1947 г. наследниците на Иван Тутев даряват къщата на град Панагюрище за музей. През 1950-те години е извършена първата ѝ частична реставрация, а през 1975 – 1976 г. – втората от архитект Петър Дикиджиев. В периода 1988 – 1991 г. е извършена основна реставрация на къщата под ръководството на архитект Кирилка Генева, а стенописите са възстановени от Здислав Карчевски.